# Bresnay
Bresnay és un municipi francès, situat al departament de l'Alier i a la regió d'Alvèrnia-Roine-Alps. L'any 2007 tenia 392 habitants.

## Demografia

### Població
El 2007 la població de fet de Bresnay era de 392 persones. Hi havia 164 famílies de les quals 40 eren unipersonals (16 homes vivint sols i 24 dones vivint soles), 56 parelles sense fills, 52 parelles amb fills i 16 famílies monoparentals amb fills.
La població ha evolucionat segons el següent gràfic:
Habitants censats

### Habitatges
El 2007 hi havia 202 habitatges, 163 eren l'habitatge principal de la família, 22 eren segones residències i 16 estaven desocupats. 191 eren cases i 10 eren apartaments. Dels 163 habitatges principals, 131 estaven ocupats pels seus propietaris, 30 estaven llogats i ocupats pels llogaters i 2 estaven cedits a títol gratuït; 10 tenien dues cambres, 20 en tenien tres, 42 en tenien quatre i 92 en tenien cinc o més. 106 habitatges disposaven pel capbaix d'una plaça de pàrquing. A 66 habitatges hi havia un automòbil i a 80 n'hi havia dos o més.

### Piràmide de població
La piràmide de població per edats i sexe el 2009 era:
| Homes | Edats   | Dones |
| ----- | ------- | ----- |
| 0     | 95 o +  | 0     |
| 0     | 90 a 94 | 0     |
| 4     | 85 a 89 | 4     |
| 0     | 80 a 84 | 4     |
| 12    | 75 a 79 | 16    |
| 4     | 70 a 74 | 8     |
| 20    | 65 a 69 | 4     |
| 12    | 60 a 64 | 4     |
| 20    | 55 a 59 | 20    |
| 12    | 50 a 54 | 12    |
| 8     | 45 a 49 | 8     |
| 0     | 40 a 44 | 4     |
| 20    | 35 a 39 | 12    |
| 12    | 30 a 34 | 20    |
| 28    | 25 a 29 | 12    |
| 4     | 20 a 24 | 4     |
| 24    | 15 a 19 | 12    |
| 8     | 10 a 14 | 12    |
| 8     | 5 a 9   | 4     |
| 20    | 0 a 4   | 0     |

## Economia
El 2007 la població en edat de treballar era de 238 persones, 187 eren actives i 51 eren inactives. De les 187 persones actives 176 estaven ocupades (90 homes i 86 dones) i 11 estaven aturades (5 homes i 6 dones). De les 51 persones inactives 21 estaven jubilades, 18 estaven estudiant i 12 estaven classificades com a «altres inactius».

### Ingressos
El 2009 a Bresnay hi havia 171 unitats fiscals que integraven 404 persones, la mediana anual d'ingressos fiscals per persona era de 17.295 €.

### Activitats econòmiques
Dels 13 establiments que hi havia el 2007, 1 era d'una empresa alimentària, 1 d'una empresa de fabricació d'altres productes industrials, 3 d'empreses de construcció, 3 d'empreses de comerç i reparació d'automòbils, 1 d'una empresa de transport, 1 d'una empresa d'hostatgeria i restauració, 2 d'empreses immobiliàries i 1 d'una empresa classificada com a «altres activitats de serveis».
Dels 6 establiments de servei als particulars que hi havia el 2009, 1 era un taller de reparació d'automòbils i de material agrícola, 1 paleta, 1 guixaire pintor, 1 lampisteria, 1 restaurant i 1 agència immobiliària.
L'any 2000 a Bresnay hi havia 19 explotacions agrícoles que ocupaven un total de 1.356 hectàrees.

## Equipaments sanitaris i escolars
El 2009 hi havia una escola elemental integrada dins d'un grup escolar amb les comunes properes formant una escola dispersa.

## Poblacions més properes
El següent diagrama mostra les poblacions més properes.